# Maison Meyers
La Maison Meyers est un immeuble réalisé principalement dans le style Art nouveau en 1908 et 1909 et situé en Outremeuse à Liège, en Belgique. 

## Situation
L'immeuble se situe à Liège au no 16 du boulevard de l'Est, une des trois artères bordant la place de l'Yser. Plusieurs autres immeubles de cette place arborée présentent des éléments de style Art nouveau principalement ceux situés le long de la rue Ernest de Bavière comme la maison Henri Alexandre et la maison Defeld. Cet immeuble a quelque temps fait fonction d'hôtel mais le nom choisi par les propriétaires (Hôtel Simenon) a dû être retiré et l'hôtel a fini par cesser son activité.

## Sans architecte
Contrairement à toutes les principales réalisations de style Art nouveau de Liège, la maison Meyers n'a pas été construite d'après les plans d'un architecte mais par un entrepreneur en maçonnerie : Joseph Simonis. L'absence d'architecte a-t-elle eu un impact sur le style un peu hétéroclite de cette façade ? La réponse ne peut être donnée mais force est de constater que plusieurs styles apparaissent çà et là sur cette façade. Si les travées différenciées, les baies avec arcs outrepassés et les têtes sculptées relèvent de l'Art nouveau, le fronton au-dessus de baie d'imposte représente plutôt le Néo-classicisme alors que les deux oriels superposés sont de style néo-gothique et les étages de la travée de gauche font plutôt penser au style éclectique.

## Description
La façade asymétrique compte deux travées et cinq niveaux. La travée de gauche où se trouve la porte d'entrée est la plus étroite. La travée de droite est bordée par deux pilastres en corde de cercle qui courent le long de la façade depuis la fin du rez-de-chaussée jusqu'au sommet. Deux matériaux sont utilisés : la brique blanche vernissée et la pierre bleue (petit granit du Condroz) pour le rez-de-chaussée, les encadrements et les nombreux bandeaux horizontaux.
Cette maison possède l'une des plus belles baies vitrées de style Art nouveau de la ville de Liège. Placée au rez-de-chaussée de la travée de droite, cette imposante baie comportant un arc outrepassé est entourée de pierre bleue striée ou sculptée et semble englober la fenêtre de cave aussi en arc outrepassé. Sur chaque côté, on remarque aussi une petite fenêtre de cave en modèle réduit. Deux figures sculptées (une femme à gauche, un homme à droite) au milieu d'un décor végétal se positionnent de part et d'autre de la baie.
Sur le fronton placé au-dessus de baie d'imposte, on peut apercevoir une tête d'homme barbu aux cheveux longs, des rameaux de feuilles et les trois lettres JME, initiales du premier propriétaire Joseph Meyers qui était rentier.

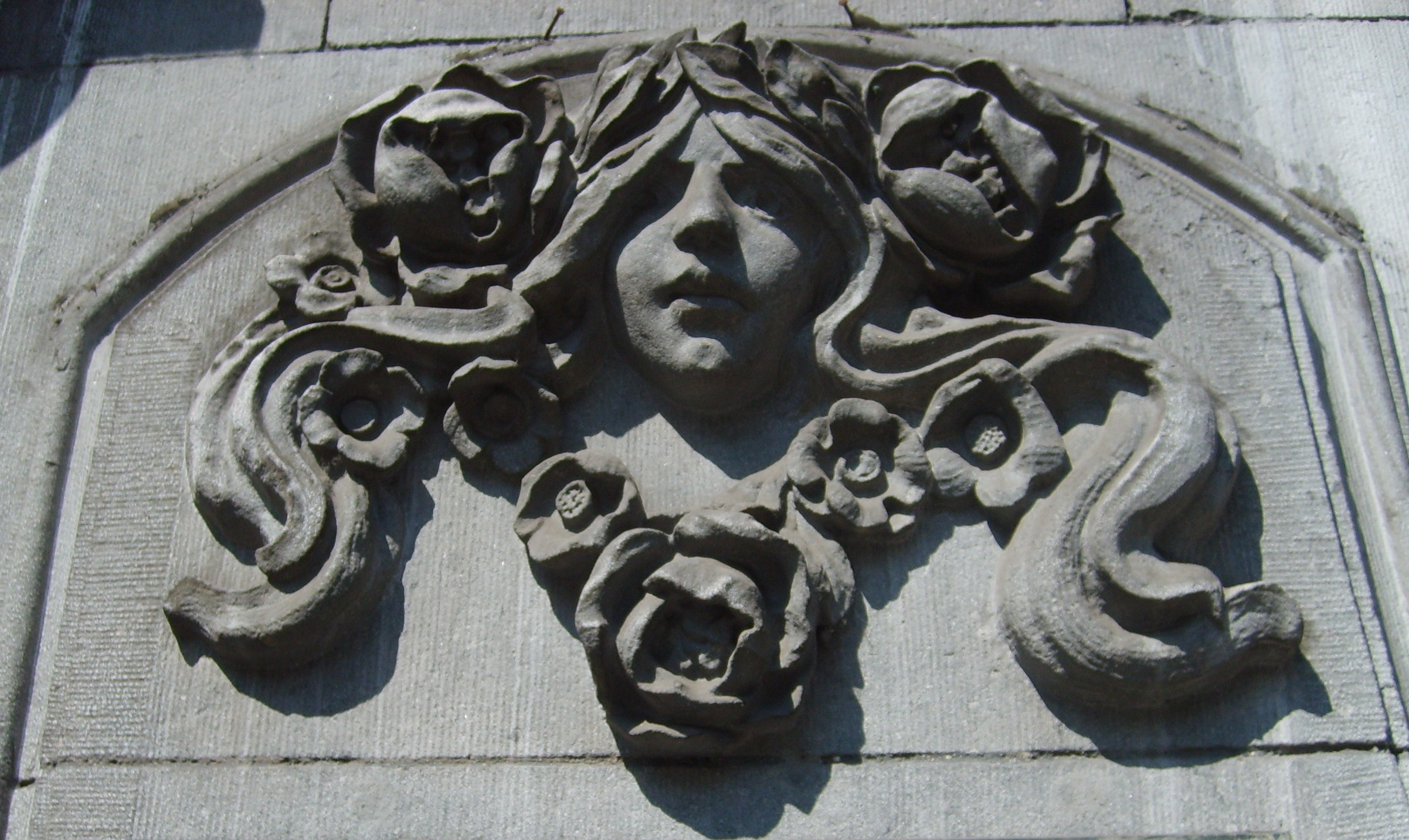
Maison Meyers, sculpture de femme

## Sources
- Alice Delvaille et Philippe Chavanne, L'Art nouveau en Province de Liège, 2002, pages 76/77,  (ISBN 2-87114-188-6)
- « Inventaire du patrimoine culturel immobilier - Maison Meyers », sur spw.wallonie.be (consulté le 29 octobre 2017)